# Ogi (miasto)
Ogi (jap. 小城市 Ogi-shi) – miasto w Japonii, na wyspie Kiusiu, w prefekturze Saga.
W mieście znajdują się stacje kolejowe: Ushizu na linii do Nagasaki i Ogi na bocznej linii.
1 marca 2005 roku Ogi powiększyło się o teren miasteczek Ashikari, Mikatsuki i Ushizu (z powiatu Ogi, który został rozwiązany) zdobywając status miejski.

## Populacja
Zmiany w populacji Ogi w latach 1970–2015:
| Rok  | Populacja |
| ---- | --------- |
| 1970 | 38 471    |
| 1975 | 36 945    |
| 1980 | 37 839    |
| 1985 | 38 915    |
| 1990 | 40 283    |
| 1995 | 43 491    |
| 2000 | 45 375    |
| 2005 | 45 852    |
| 2010 | 45 153    |
| 2015 | 44 308    |